# Nāgārjuna (alchimiste)
Pour les articles homonymes, voir Nāgārjuna (homonymie).
Nāgārjuna est un alchimiste du IXe siècle qui vécut à Somnâth dans le Goujerat. Les alchimistes arabes utiliseront très largement ses travaux, en particulier ses deux principales œuvres, le Panchakrama et le Râsaratnâkara.